# Sébastien Jullien
Sébastien Jullien (* 31. Januar 1987) ist ein französischer Straßenradrennfahrer.
Sébastien Jullien gewann 2011 eine Etappe bei der Serbien-Rundfahrt. Im nächsten Jahr war er bei einem Teilstück der Tour de la Guyane Française erfolgreich. Im Juli 2012 erhielt Jullien seinen ersten internationalen Vertrag beim chinesischen China Jilun Cycling Team. Kurze Zeit darauf gewann er mit dem Team eine Etappe bei der Tour of Taihu Lake.

## Erfolge
2011
- eine Etappe Kroz Srbiju

2012
- eine Etappe Tour of Taihu Lake

## Teams
- 2012 China Jilun Cycling Team (ab 6. Juli)
- 2013 China Wuxi Jilun Cycling Team (ab 1. November)
- 2014 China Wuxi Jilun Cycling Team (ab 20. August)